# Sociaal Pact
Het Sociaal Pact is een Belgisch informeel politiek akkoord tussen werkgeversorganisaties en vakbonden, die zich hadden verenigd in een clandestien comité waarbij ook politici betrokken waren. Doel van het Sociaal Pact was om na de Tweede Wereldoorlog socio-economische omstandigheden te creëren die gunstig waren voor zowel werknemers als werkgevers. Het wordt vaak gezien als het fundament van de verzorgingsstaat. Het vormt de basis van de Belgische systemen van sociale zekerheid en sociaal overleg. Het speelde onmiskenbaar een grote rol in de Belgische sociale geschiedenis. Het Sociaal Pact is een van de zestig ankerpunten van de Canon van Vlaanderen (2023), die volgens de Vlaamse overheid het hedendaagse Vlaanderen vormgeven. De idee van een sociaal pact ontstond in 1941 op een bijeenkomst te Ohain. Het kwam daadwerkelijk tot stand in april 1944, tijdens de oorlog, terwijl België nog bezet was.
Het origineel is een getypte tekst getiteld Projet d'accord de solidarité sociale. De gedrukte versie heet Un projet d'accord de solidarité sociale. Als Nederlandse vertaling wordt gebruikt Ontwerp van overeenkomst tot sociale solidariteit. Het werd voor de eerste maal gepubliceerd in het tijdschrift van het Ministerie van tewerkstelling en arbeid, het Arbeidsblad, in het nummer van januari-maart 1945. Het Sociaal Pact is een "ontwerp" omdat het niet door alle betrokken organisaties formeel werd aanvaard. Onder meer Achiel Van Acker en Louis Major waren niet in staat om in naam van respectievelijk hun partij (BSP) en organisatie (BVV) te ondertekenen.
Het Sociaal Pact werd voor een groot stuk geconcretiseerd op enkele Nationale Arbeidsconferenties eind 1944, en op 28 december 1944 door de totstandkoming van de Besluitwet betreffende de maatschappelijke zekerheid der arbeiders, die werknemers in de privésector een ruime sociale zekerheid biedt. Die besluitwet was nagenoeg een exacte kopie van hetgeen in het Sociaal Pact was uitgetekend. Het Sociaal Pact en de besluitwet regelen bijdragen aan vijf sectoren van de sociale zekerheid: ouderdomspensioenen, werkloosheidsuitkeringen, kinderbijslag, vakantieverlof (en vakantiegeld) en ziekte-uitkering. Het basisprincipe van het systeem is dat van een verzekering: de 'premie' is een bijdrage die wordt afgehouden van het salaris; ook wel genoemd indirect of uitgesteld loon.
Soms wordt geopperd dat werkgevers meewerkten aan het Sociaal Pact uit angst voor een communistisch geïnspireerde volksopstand. Volgens Sacha Dierckx, redactielid SamPol en wetenschappelijk medewerker van Minerva, bestendigde het Sociaal Pact het kapitalisme, doordat de arbeidersbeweging beloofde het beslissingsrecht van het kapitaal niet in vraag te stellen. Nadat de Centrale Raad voor het Bedrijfsleven in 1993 een nieuwe verslechtering van het concurrentievermogen vaststelde, droeg de regering-Dehaene I een 'nieuw sociaal pact' voor, waarbij de term werd gebruikt door Jean-Luc Dehaene als lokmiddel, verwijzend naar het Sociaal Pact van 1944. Het plan mislukte.